# Lista över Schweiz kantoner, amt, distrikt och kommuner
Det här är en lista över Schweiz alla kantoner, amt, distrikt och kommuner.

## Kanton Aargau
Aargau är indelat i distrikt och kommuner.
| - Aarau - Aarau - Biberstein - Buchs - Densbüren - Erlinsbach - Gränichen - Hirschthal - Küttigen - Muhen - Oberentfelden - Suhr - Unterentfelden - Baden - Baden - Bellikon - Bergdietikon - Birmenstorf - Ehrendingen - Ennetbaden - Fislisbach - Freienwil - Gebenstorf - Killwangen - Künten - Mellingen - Mägenwil - Neuenhof - Niederrohrdorf - Oberrohrdorf - Obersiggenthal - Remetschwil - Spreitenbach - Stetten - Turgi - Untersiggenthal - Wettingen - Wohlenschwil - Würenlingen - Würenlos - Bremgarten - Arni - Berikon - Bremgarten - Büttikon - Dottikon - Eggenwil - Fischbach-Göslikon - Hägglingen - Islisberg - Jonen - Niederwil - Oberlunkhofen - Oberwil-Lieli - Rudolfstetten-Friedlisberg - Sarmenstorf - Tägerig - Uezwil - Unterlunkhofen - Villmergen - Widen - Wohlen - Zufikon | - Brugg - Auenstein - Birr - Birrhard - Brugg - Bözberg - Habsburg - Hausen - Lupfig - Mandach - Mülligen - Mönthal - Remigen - Riniken - Rüfenach - Schinznach - Thalheim - Veltheim - Villigen - Villnachern - Windisch - Kulm - Beinwil am See - Birrwil - Burg - Dürrenäsch - Gontenschwil - Holziken - Leimbach - Leutwil - Menziken - Oberkulm - Reinach - Schlossrued - Schmiedrued - Schöftland - Teufenthal - Unterkulm - Zetzwil - Laufenburg - Böztal - Eiken - Frick - Gansingen - Gipf-Oberfrick - Herznach - Kaisten - Laufenburg - Mettauertal - Münchwilen - Oberhof - Oeschgen - Schwaderloch - Sisseln - Ueken - Wittnau - Wölflinswil - Zeihen | - Lenzburg - Ammerswil - Boniswil - Brunegg - Dintikon - Egliswil - Fahrwangen - Hallwil - Hendschiken - Holderbank - Hunzenschwil - Lenzburg - Meisterschwanden - Möriken-Wildegg - Niederlenz - Othmarsingen - Rupperswil - Schafisheim - Seengen - Seon - Staufen - Muri - Abtwil - Aristau - Auw - Beinwil - Besenbüren - Bettwil - Boswil - Buttwil - Bünzen - Dietwil - Geltwil - Kallern - Merenschwand - Muri - Mühlau - Oberrüti - Rottenschwil - Sins - Waltenschwil - Rheinfelden - Hellikon - Kaiseraugst - Magden - Mumpf - Möhlin - Obermumpf - Olsberg - Rheinfelden - Schupfart - Stein - Wallbach - Wegenstetten - Zeiningen - Zuzgen | - Zofingen - Aarburg - Bottenwil - Brittnau - Kirchleerau - Kölliken - Moosleerau - Murgenthal - Oftringen - Reitnau - Rothrist - Safenwil - Staffelbach - Strengelbach - Uerkheim - Vordemwald - Wiliberg - Zofingen - Zurzach - Böttstein - Döttingen - Endingen - Fisibach - Full-Reuenthal - Klingnau - Koblenz - Leibstadt - Lengnau - Leuggern - Mellikon - Schneisingen - Siglistorf - Tegerfelden - Zurzach |

## Halvkanton Appenzell Ausserrhoden
Appenzell Ausserrhoden är endast indelat i kommuner.
| - Bühler - Gais - Grub - Heiden - Herisau - Hundwil - Lutzenberg - Rehetobel - Reute - Schwellbrunn | - Schönengrund - Speicher - Stein - Teufen - Trogen - Urnäsch - Wald - Waldstatt - Walzenhausen - Wolfhalden |

## Halvkanton Appenzell Innerrhoden
Appenzell Innerrhoden är indelat i distrikt.
- Appenzell
- Gonten
- Oberegg
- Schlatt-Haslen
- Schwende-Rüte

## Halvkanton Basel-Landschaft
Basel-Landschaft är indelat i distrikt och kommuner.
| - Arlesheim - Aesch - Allschwil - Arlesheim - Biel-Benken - Binningen - Birsfelden - Bottmingen - Ettingen - Muttenz - Münchenstein - Oberwil - Pfeffingen - Reinach - Schönenbuch - Therwil - Laufen - Blauen - Brislach - Burg im Leimental - Dittingen - Duggingen - Grellingen - Laufen - Liesberg - Nenzlingen - Roggenburg - Röschenz - Wahlen - Zwingen - Liestal - Arisdorf - Augst - Bubendorf - Frenkendorf - Füllinsdorf - Giebenach - Hersberg - Lausen - Liestal - Lupsingen - Pratteln - Ramlinsburg - Seltisberg - Ziefen | - Sissach - Anwil - Buckten - Buus - Böckten - Diepflingen - Gelterkinden - Hemmiken - Häfelfingen - Itingen - Kilchberg - Känerkinden - Läufelfingen - Maisprach - Nusshof - Oltingen - Ormalingen - Rickenbach - Rothenfluh - Rümlingen - Rünenberg - Sissach - Tecknau - Tenniken - Thürnen - Wenslingen - Wintersingen - Wittinsburg - Zeglingen - Zunzgen - Waldenburg - Arboldswil - Bennwil - Bretzwil - Diegten - Eptingen - Hölstein - Lampenberg - Langenbruck - Lauwil - Liedertswil - Niederdorf - Oberdorf - Reigoldswil - Titterten - Waldenburg |

## Halvkanton Basel-Stadt
Basel-Stadt är endast indelat i kommuner.
- Basel
- Bettingen
- Riehen

## Kanton Bern
Bern är indelat i förvaltningsregioner, förvaltningsdistrikt och kommuner. 
| - Förvaltningsregion Bern-Mittelland - Förvaltningsdistrikt Bern-Mittelland - Allmendingen - Arni - Belp - Bern - Biglen - Bolligen - Bowil - Bremgarten bei Bern - Brenzikofen - Bäriswil - Deisswil bei Münchenbuchsee - Diemerswil - Ferenbalm - Fraubrunnen - Frauenkappelen - Freimettigen - Gerzensee - Grosshöchstetten - Guggisberg - Gurbrü - Herbligen - Häutligen - Iffwil - Ittigen - Jaberg - Jegenstorf - Kaufdorf - Kehrsatz - Kiesen - Kirchdorf - Kirchlindach - Konolfingen - Kriechenwil - Köniz - Landiswil - Laupen - Linden - Mattstetten - Meikirch - Mirchel - Moosseedorf - Muri bei Bern - Mühleberg - Münchenbuchsee - Münchenwiler - Münsingen - Neuenegg - Niederhünigen - Niedermuhlern - Oberbalm - Oberdiessbach - Oberhünigen - Oberthal - Oppligen - Ostermundigen - Riggisberg - Rubigen - Rüeggisberg - Rüschegg - Schwarzenburg - Stettlen - Thurnen - Toffen - Urtenen-Schönbühl - Vechigen - Wald - Walkringen - Wichtrach - Wiggiswil - Wileroltigen - Wohlen bei Bern - Worb - Zollikofen - Zuzwil - Zäziwil | - Förvaltningsregion Emmental-Oberaargau - Förvaltningsdistrikt Emmental - Aefligen - Affoltern im Emmental - Alchenstorf - Burgdorf - Bätterkinden - Dürrenroth - Eggiwil - Ersigen - Hasle bei Burgdorf - Heimiswil - Hellsau - Hindelbank - Höchstetten - Kernenried - Kirchberg - Koppigen - Krauchthal - Langnau im Emmental - Lauperswil - Lützelflüh - Lyssach - Oberburg - Rumendingen - Rüderswil - Rüdtligen-Alchenflüh - Rüegsau - Rüti bei Lyssach - Röthenbach im Emmental - Schangnau - Signau - Sumiswald - Trachselwald - Trub - Trubschachen - Utzenstorf - Wiler bei Utzenstorf - Willadingen - Wynigen - Zielebach - Förvaltningsdistrikt Oberaargau - Aarwangen - Attiswil - Auswil - Bannwil - Berken - Bettenhausen - Bleienbach - Busswil bei Melchnau - Eriswil - Farnern - Gondiswil - Graben - Heimenhausen - Herzogenbuchsee - Huttwil - Inkwil - Langenthal - Lotzwil - Madiswil - Melchnau - Niederbipp - Niederönz - Oberbipp - Ochlenberg - Oeschenbach - Reisiswil - Roggwil - Rohrbach - Rohrbachgraben - Rumisberg - Rütschelen - Schwarzhäusern - Seeberg - Thunstetten - Thörigen - Ursenbach - Walliswil bei Niederbipp - Walliswil bei Wangen - Walterswil - Wangen an der Aare - Wangenried - Wiedlisbach - Wynau - Wyssachen | - Förvaltningsregion Jura bernois - Förvaltningsdistrikt Jura bernois - Belprahon - Champoz - Corcelles - Corgémont - Cormoret - Cortébert - Court - Courtelary - Crémines - Eschert - Grandval - La Ferrière - La Neuveville - Loveresse - Mont-Tramelan - Moutier - Nods - Orvin - Perrefitte - Péry-La Heutte - Petit-Val - Plateau de Diesse - Rebévelier - Reconvilier - Renan - Roches - Romont - Saicourt - Saint-Imier - Sauge - Saules - Schelten - Seehof - Sonceboz-Sombeval - Sonvilier - Sorvilier - Tavannes - Tramelan - Valbirse - Villeret - Förvaltningsregion Oberland - Förvaltningsdistrikt Frutigen-Niedersimmental - Adelboden - Aeschi bei Spiez - Diemtigen - Därstetten - Erlenbach im Simmental - Frutigen - Kandergrund - Kandersteg - Krattigen - Oberwil im Simmental - Reichenbach im Kandertal - Spiez - Wimmis - Förvaltningsdistrikt Interlaken-Oberhasli - Beatenberg - Brienz - Brienzwiler - Bönigen - Därligen - Grindelwald - Gsteigwiler - Guttannen - Gündlischwand - Habkern - Hasliberg - Hofstetten bei Brienz - Innertkirchen - Interlaken - Iseltwald - Lauterbrunnen - Leissigen - Lütschental - Matten bei Interlaken - Meiringen - Niederried bei Interlaken - Oberried am Brienzersee - Ringgenberg - Saxeten - Schattenhalb - Schwanden bei Brienz - Unterseen - Wilderswil - Förvaltningsdistrikt Obersimmental-Saanen - Boltigen - Gsteig - Lauenen - Lenk - Saanen - Sankt Stephan - Zweisimmen - Förvaltningsdistrikt Thun - Amsoldingen - Blumenstein - Buchholterberg - Burgistein - Eriz - Fahrni - Forst-Längenbühl - Gurzelen - Heiligenschwendi - Heimberg - Hilterfingen - Homberg - Horrenbach-Buchen - Oberhofen am Thunersee - Oberlangenegg - Pohlern - Reutigen - Seftigen - Sigriswil - Steffisburg - Stocken-Höfen - Teuffenthal - Thierachern - Thun - Uebeschi - Uetendorf - Unterlangenegg - Uttigen - Wachseldorn - Wattenwil - Zwieselberg | - Förvaltningsregion Seeland - Förvaltningsdistrikt Biel/Bienne - Aegerten - Bellmund - Biel - Brügg - Evilard - Ipsach - Lengnau - Ligerz - Meinisberg - Mörigen - Nidau - Orpund - Pieterlen - Port - Safnern - Scheuren - Schwadernau - Sutz-Lattrigen - Twann-Tüscherz - Förvaltningsdistrikt Seeland - Aarberg - Arch - Bargen - Brüttelen - Büetigen - Bühl - Büren an der Aare - Diessbach bei Büren - Dotzigen - Epsach - Erlach - Finsterhennen - Gals - Gampelen - Grossaffoltern - Hagneck - Hermrigen - Ins - Jens - Kallnach - Kappelen - Leuzigen - Lüscherz - Lyss - Meienried - Merzligen - Müntschemier - Oberwil bei Büren - Radelfingen - Rapperswil - Rüti bei Büren - Schüpfen - Seedorf - Siselen - Studen - Treiten - Tschugg - Täuffelen - Vinelz - Walperswil - Wengi - Worben |

## Kanton Fribourg
Fribourg är indelat i distrikt och kommuner.
| - Broye - Belmont-Broye - Châtillon - Cheyres-Châbles - Cugy - Delley-Portalban - Estavayer - Fétigny - Gletterens - Les Montets - Lully - Ménières - Montagny - Nuvilly - Prévondavaux - Saint-Aubin - Sévaz - Surpierre - Vallon - Glâne - Auboranges - Billens-Hennens - Chapelle - Châtonnaye - Ecublens - Grangettes - Le Châtelard - Massonnens - Mézières - Montet, Glâne - Romont - Rue - Siviriez - Torny - Ursy - Villaz - Villorsonnens - Vuisternens-devant-Romont | - Gruyère - Bas-Intyamon - Botterens - Broc - Bulle - Châtel-sur-Montsalvens - Corbières - Crésuz - Echarlens - Grandvillard - Gruyères - Hauteville - Haut-Intyamon - Jaun - La Roche - Le Pâquier - Marsens - Morlon - Pont-en-Ogoz - Pont-la-Ville - Riaz - Sâles - Sorens - Val-de-Charmey - Vaulruz - Vuadens - Lac - Courgevaux - Courtepin - Cressier - Fräschels - Greng - Gurmels - Kerzers - Kleinbösingen - Meyriez - Misery-Courtion - Mont-Vully - Muntelier - Murten - Ried bei Kerzers - Ulmiz | - Sarine - Autigny - Avry - Belfaux - Bois-d'Amont - Chénens - Corminboeuf - Cottens - Ferpicloz - Fribourg - Gibloux - Givisiez - Granges-Paccot - Grolley - Hauterive - La Brillaz - La Sonnaz - Le Mouret - Marly - Matran - Neyruz - Pierrafortscha - Ponthaux - Prez - Treyvaux - Villars-sur-Glâne - Villarsel-sur-Marly | - Sense - Brünisried - Bösingen - Düdingen - Giffers - Heitenried - Plaffeien - Plasselb - Rechthalten - Schmitten - Sankt Silvester - Sankt Ursen - Tafers - Tentlingen - Ueberstorf - Wünnewil-Flamatt - Veveyse - Attalens - Bossonnens - Châtel-Saint-Denis - Granges - La Verrerie - Le Flon - Remaufens - Saint-Martin - Semsales |

## Kanton Genève
Genève är endast indelat i kommuner.
| - Aire-la-Ville - Anières - Avully - Avusy - Bardonnex - Bellevue - Bernex - Carouge - Cartigny - Céligny - Chancy - Chêne-Bougeries - Chêne-Bourg - Choulex - Collex-Bossy | - Collonge-Bellerive - Cologny - Confignon - Corsier - Dardagny - Genève - Genthod - Gy - Hermance - Jussy - Laconnex - Lancy - Le Grand-Saconnex - Meinier - Meyrin | - Onex - Perly-Certoux - Plan-les-Ouates - Pregny-Chambésy - Presinge - Puplinge - Russin - Satigny - Soral - Thônex - Troinex - Vandœuvres - Vernier - Versoix - Veyrier |

## Kanton Glarus
Glarus är endast indelat i kommuner.
- Glarus
- Glarus Nord
- Glarus Süd

## Kanton Graubünden
Graubünden är indelat i regioner och kommuner.
| - Albula - Albula/Alvra - Bergün Filisur - Lantsch/Lenz - Schmitten - Surses - Vaz/Obervaz - Bernina - Brusio - Poschiavo - Engiadina Bassa/Val Müstair - Samnaun - Scuol - Val Müstair - Valsot - Zernez - Imboden - Bonaduz - Domat/Ems - Felsberg - Flims - Rhäzüns - Tamins - Trin - Landquart - Fläsch - Jenins - Landquart - Maienfeld - Malans - Trimmis - Untervaz - Zizers | - Maloja - Bever - Bregaglia - Celerina/Schlarigna - La Punt Chamues-ch - Madulain - Pontresina - S-chanf - Samedan - Sankt Moritz - Sils im Engadin/Segl - Silvaplana - Zuoz - Moesa - Buseno - Calanca - Cama - Castaneda - Grono - Lostallo - Mesocco - Rossa - Roveredo - San Vittore - Santa Maria in Calanca - Soazza - Plessur - Arosa - Chur - Churwalden - Tschiertschen-Praden - Prättigau/Davos - Conters im Prättigau - Davos - Fideris - Furna - Grüsch - Jenaz - Klosters - Küblis - Luzein - Schiers - Seewis im Prättigau | - Surselva - Breil/Brigels - Disentis/Mustér - Falera - Ilanz/Glion - Laax - Lumnezia - Medel - Obersaxen Mundaun - Safiental - Sagogn - Schluein - Sumvitg - Trun - Tujetsch - Vals - Viamala - Andeer - Avers - Cazis - Domleschg - Ferrera - Flerden - Fürstenau - Masein - Muntogna da Schons - Rheinwald - Rongellen - Rothenbrunnen - Scharans - Sils im Domleschg - Sufers - Thusis - Tschappina - Urmein - Zillis-Reischen |

## Kanton Jura
Jura är indelat i distrikt och kommuner.
| - Delémont - Boécourt - Bourrignon - Châtillon - Courchapoix - Courrendlin - Courroux - Courtételle - Delémont - Develier - Ederswiler - Haute-Sorne - Mervelier - Mettembert - Movelier - Pleigne - Rossemaison - Saulcy - Soyhières - Val Terbi - Franches-Montagnes - La Chaux-des-Breuleux - Lajoux - Le Bémont - Le Noirmont - Les Bois - Les Breuleux - Les Enfers - Les Genevez - Montfaucon - Muriaux - Saignelégier - Saint-Brais - Soubey | - Porrentruy - Alle - Basse-Allaine - Beurnevésin - Boncourt - Bonfol - Bure - Clos du Doubs - Coeuve - Cornol - Courchavon - Courgenay - Courtedoux - Damphreux - Fahy - Fontenais - Grandfontaine - Haute-Ajoie - La Baroche - Lugnez - Porrentruy - Vendlincourt |

## Kanton Luzern
Luzern är indelat i distrikt (Wahlkreis) och kommuner.
| - Entlebuch - Doppleschwand - Entlebuch - Escholzmatt-Marbach - Flühli - Hasle - Romoos - Schüpfheim - Werthenstein - Wolhusen - Hochdorf - Aesch - Ballwil - Emmen - Ermensee - Eschenbach - Hitzkirch - Hochdorf - Hohenrain - Inwil - Rain - Rothenburg - Römerswil - Schongau - Luzern-Land - Adligenswil - Buchrain - Dierikon - Ebikon - Gisikon - Greppen - Honau - Horw - Kriens - Malters - Meggen - Meierskappel - Root - Schwarzenberg - Udligenswil - Vitznau - Weggis - Luzern-Stadt - Luzern | - Sursee - Beromünster - Buttisholz - Büron - Eich - Geuensee - Grosswangen - Hildisrieden - Knutwil - Mauensee - Neuenkirch - Nottwil - Oberkirch - Rickenbach - Ruswil - Schenkon - Schlierbach - Sempach - Sursee - Triengen - Willisau - Alberswil - Altbüron - Altishofen - Dagmersellen - Egolzwil - Ettiswil - Fischbach - Grossdietwil - Hergiswil bei Willisau - Luthern - Menznau - Nebikon - Pfaffnau - Reiden - Roggliswil - Schötz - Ufhusen - Wauwil - Wikon - Willisau - Zell |

## Kanton Neuchâtel
Neuchâtel är indelat i regioner (endast för statistik och val) och kommuner.
| - Région Littoral - Boudry - Cornaux - Cortaillod - Cressier - Enges - Hauterive - La Grande Béroche - La Tène - Le Landeron - Lignières - Milvignes - Neuchâtel - Rochefort - Saint-Blaise | - Région Montagnes - Brot-Plamboz - La Brévine - La Chaux-de-Fonds - La Chaux-du-Milieu - La Sagne - Le Cerneux-Péquignot - Le Locle - Les Planchettes - Les Ponts-de-Martel - Région Val-de-Travers - La Côte-aux-Fées - Les Verrières - Val-de-Travers - Région Val-de-Ruz - Val-de-Ruz |

## Halvkanton Nidwalden
Nidwalden är endast indelat i kommuner.
- Beckenried
- Buochs
- Dallenwil
- Emmetten
- Ennetbürgen
- Ennetmoos
- Hergiswil
- Oberdorf
- Stans
- Stansstad
- Wolfenschiessen

## Halvkanton Obwalden
Obwalden är endast indelat i kommuner.
- Alpnach
- Engelberg
- Giswil
- Kerns
- Lungern
- Sachseln
- Sarnen

## Kanton Sankt Gallen
Sankt Gallen är indelat i distrikt (Wahlkreis) och kommuner.
| - Rheintal - Altstätten - Au - Balgach - Berneck - Diepoldsau - Eichberg - Marbach - Oberriet - Rebstein - Rheineck - Rüthi - Sankt Margrethen - Widnau - Rorschach - Berg - Goldach - Mörschwil - Rorschach - Rorschacherberg - Steinach - Thal - Tübach - Untereggen - Sankt Gallen - Andwil - Eggersriet - Gaiserwald - Gossau - Häggenschwil - Muolen - Sankt Gallen - Waldkirch - Wittenbach | - Sarganserland - Bad Ragaz - Flums - Mels - Pfäfers - Quarten - Sargans - Vilters-Wangs - Walenstadt - See-Gaster - Amden - Benken - Eschenbach - Gommiswald - Kaltbrunn - Rapperswil-Jona - Schmerikon - Schänis - Uznach - Weesen - Toggenburg - Bütschwil-Ganterschwil - Ebnat-Kappel - Hemberg - Kirchberg - Lichtensteig - Lütisburg - Mosnang - Neckertal - Nesslau - Oberhelfenschwil - Wattwil - Wildhaus-Alt St. Johann | - Werdenberg - Buchs - Gams - Grabs - Sennwald - Sevelen - Wartau - Wil - Degersheim - Flawil - Jonschwil - Niederbüren - Niederhelfenschwil - Oberbüren - Oberuzwil - Uzwil - Wil - Zuzwil |

## Kanton Schaffhausen
Schaffhausen är endast indelat i kommuner.
| - Bargen - Beggingen - Beringen - Buch - Buchberg - Büttenhardt - Dörflingen - Gächlingen - Hallau - Hemishofen - Lohn - Löhningen - Merishausen | - Neuhausen am Rheinfall - Neunkirch - Oberhallau - Ramsen - Rüdlingen - Schaffhausen - Schleitheim - Siblingen - Stein am Rhein - Stetten - Thayngen - Trasadingen - Wilchingen |

## Kanton Schwyz
Schwyz är indelat i distrikt och kommuner.
| - Einsiedeln - Einsiedeln - Gersau - Gersau - Höfe - Feusisberg - Freienbach - Wollerau - Küssnacht - Küssnacht - March - Altendorf - Galgenen - Innerthal - Lachen - Reichenburg - Schübelbach - Tuggen - Vorderthal - Wangen | - Schwyz - Alpthal - Arth - Illgau - Ingenbohl - Lauerz - Morschach - Muotathal - Oberiberg - Riemenstalden - Rothenthurm - Sattel - Schwyz - Steinen - Steinerberg - Unteriberg |

## Kanton Solothurn
Solothurn är indelat i amt, distrikt och kommuner.
| - Bucheggberg-Wasseramt - Bucheggberg - Biezwil - Buchegg - Lüsslingen-Nennigkofen - Lüterkofen-Ichertswil - Lüterswil-Gächliwil - Messen - Schnottwil - Unterramsern - Wasseramt - Aeschi - Biberist - Bolken - Deitingen - Derendingen - Drei Höfe - Etziken - Gerlafingen - Halten - Horriwil - Hüniken - Kriegstetten - Lohn-Ammannsegg - Luterbach - Obergerlafingen - Oekingen - Recherswil - Subingen - Zuchwil | - Dorneck-Thierstein - Dorneck - Büren - Bättwil - Dornach - Gempen - Hochwald - Hofstetten-Flüh - Metzerlen-Mariastein - Nuglar-Sankt Pantaleon - Rodersdorf - Seewen - Witterswil - Thierstein - Bärschwil - Beinwil - Breitenbach - Büsserach - Erschwil - Fehren - Grindel - Himmelried - Kleinlützel - Meltingen - Nunningen - Zullwil | - Olten-Gösgen - Gösgen - Erlinsbach - Hauenstein-Ifenthal - Kienberg - Lostorf - Niedergösgen - Obergösgen - Stüsslingen - Trimbach - Winznau - Wisen - Olten - Boningen - Däniken - Dulliken - Eppenberg-Wöschnau - Fulenbach - Gretzenbach - Gunzgen - Hägendorf - Kappel - Olten - Rickenbach - Schönenwerd - Starrkirch-Wil - Walterswil - Wangen bei Olten | - Solothurn-Lebern - Lebern - Balm bei Günsberg - Bellach - Bettlach - Feldbrunnen-Sankt Niklaus - Flumenthal - Grenchen - Günsberg - Hubersdorf - Kammersrohr - Langendorf - Lommiswil - Oberdorf - Riedholz - Rüttenen - Selzach - Solothurn - Solothurn - Thal-Gäu - Gäu - Egerkingen - Härkingen - Kestenholz - Neuendorf - Niederbuchsiten - Oberbuchsiten - Oensingen - Wolfwil - Thal (distrikt) - Aedermannsdorf - Balsthal - Herbetswil - Holderbank - Laupersdorf - Matzendorf - Mümliswil-Ramiswil - Welschenrohr-Gänsbrunnen |

## Kanton Thurgau
Thurgau är indelat i distrikt och kommuner.
| - Arbon - Amriswil - Arbon - Dozwil - Egnach - Hefenhofen - Horn - Kesswil - Roggwil - Romanshorn - Salmsach - Sommeri - Uttwil - Frauenfeld - Basadingen-Schlattingen - Berlingen - Diessenhofen - Eschenz - Felben-Wellhausen - Frauenfeld - Gachnang - Herdern - Homburg - Hüttlingen - Hüttwilen - Mammern - Matzingen - Müllheim - Neunforn - Pfyn - Schlatt - Steckborn - Stettfurt - Thundorf - Uesslingen-Buch - Wagenhausen - Warth-Weiningen - Kreuzlingen - Altnau - Bottighofen - Ermatingen - Gottlieben - Güttingen - Kemmental - Kreuzlingen - Langrickenbach - Lengwil - Münsterlingen - Raperswilen - Salenstein - Tägerwilen - Wäldi | - Münchwilen - Aadorf - Bettwiesen - Bichelsee-Balterswil - Braunau - Eschlikon - Fischingen - Lommis - Münchwilen - Rickenbach - Sirnach - Tobel-Tägerschen - Wilen - Wängi - Weinfelden - Affeltrangen - Amlikon-Bissegg - Berg - Birwinken - Bischofszell - Bussnang - Bürglen - Erlen - Hauptwil-Gottshaus - Hohentannen - Kradolf-Schönenberg - Märstetten - Schönholzerswilen - Sulgen - Weinfelden - Wigoltingen - Wuppenau - Zihlschlacht-Sitterdorf |

## Kanton Ticino
Ticino är indelat i distrikt och kommuner.
| - Bellinzona - Arbedo-Castione - Bellinzona - Cadenazzo - Isone - Lumino - Sant'Antonino - Blenio - Acquarossa - Blenio - Serravalle - Leventina - Airolo - Bedretto - Bodio - Dalpe - Faido - Giornico - Personico - Pollegio - Prato Leventina - Quinto, Ticino - Locarno - Ascona - Brione sopra Minusio - Brissago - Centovalli - Cugnasco-Gerra - Gambarogno - Gordola - Lavertezzo - Locarno - Losone - Mergoscia - Minusio - Muralto - Onsernone - Orselina - Ronco sopra Ascona - Tenero-Contra - Terre di Pedemonte - Verzasca | - Lugano - Agno - Alto Malcantone - Aranno - Arogno - Astano - Bedano - Bedigliora - Bioggio - Bissone - Brusino Arsizio - Cademario - Cadempino - Canobbio - Capriasca - Caslano - Collina d'Oro - Comano - Cureglia - Curio - Grancia - Gravesano - Lamone - Lugano - Magliaso - Manno - Massagno - Melide - Mezzovico-Vira - Miglieglia - Monteceneri - Morcote - Muzzano - Neggio - Novaggio - Origlio - Paradiso - Ponte Capriasca - Porza - Pura - Savosa - Sorengo - Torricella-Taverne - Tresa - Val Mara - Vernate - Vezia - Vico Morcote | - Mendrisio - Balerna - Breggia - Castel San Pietro - Chiasso - Coldrerio - Mendrisio - Morbio Inferiore - Novazzano - Riva San Vitale - Stabio - Vacallo - Riviera - Biasca - Riviera - Vallemaggia - Avegno Gordevio - Bosco/Gurin - Campo - Cerentino - Cevio - Lavizzara - Linescio - Maggia |

## Kanton Uri
Uri är endast indelat i kommuner.
| - Altdorf - Andermatt - Attinghausen - Bürglen - Erstfeld - Flüelen - Gurtnellen - Göschenen - Hospental | - Isenthal - Realp - Schattdorf - Seedorf - Seelisberg - Silenen - Sisikon - Spiringen - Unterschächen - Wassen |

## Kanton Valais
Valais är indelat i distrikt och kommuner.
| - Brig - Brig-Glis - Eggerberg - Naters - Ried-Brig - Simplon - Termen - Zwischbergen - Conthey - Ardon - Chamoson - Conthey - Nendaz - Vétroz - Entremont - Bourg-Saint-Pierre - Liddes - Orsières - Sembrancher - Val de Bagnes - Goms - Bellwald - Binn - Ernen - Fiesch - Fieschertal - Goms - Lax - Obergoms - Hérens - Ayent - Evolène - Hérémence - Mont-Noble - Saint-Martin - Vex | - Leuk - Agarn - Albinen - Ergisch - Gampel-Bratsch - Guttet-Feschel - Inden - Leuk - Leukerbad - Oberems - Salgesch - Turtmann-Unterems - Varen - Martigny - Bovernier - Fully - Isérables - Leytron - Martigny - Martigny-Combe - Riddes - Saillon - Saxon - Trient - Monthey - Champéry - Collombey-Muraz - Monthey - Port-Valais - Saint-Gingolph - Troistorrents - Val-d'Illiez - Vionnaz - Vouvry - Raron - Ausserberg - Bettmeralp - Bister - Bitsch - Blatten - Bürchen - Eischoll - Ferden - Grengiols - Kippel - Mörel-Filet - Niedergesteln - Raron - Riederalp - Steg-Hohtenn - Unterbäch - Wiler | - Saint-Maurice - Collonges - Dorénaz - Evionnaz - Finhaut - Massongex - Salvan - Saint-Maurice - Vernayaz - Vérossaz - Sierre - Anniviers - Chalais - Chippis - Crans-Montana - Grône - Icogne - Lens - Noble-Contrée - Saint-Léonard - Sierre - Sion - Arbaz - Grimisuat - Savièse - Sion - Veysonnaz - Visp - Baltschieder - Eisten - Embd - Grächen - Lalden - Randa - Saas-Almagell - Saas-Balen - Saas-Fee - Saas-Grund - Sankt Niklaus - Stalden - Staldenried - Täsch - Törbel - Visp - Visperterminen - Zeneggen - Zermatt |

## Kanton Vaud
Vaud är indelat i distrikt och kommuner.
| - Aigle - Aigle - Bex - Chessel - Corbeyrier - Gryon - Lavey-Morcles - Leysin - Noville - Ollon - Ormont-Dessous - Ormont-Dessus - Rennaz - Roche - Villeneuve - Yvorne - Broye-Vully - Avenches - Bussy-sur-Moudon - Champtauroz - Chavannes-sur-Moudon - Chevroux - Corcelles-le-Jorat - Corcelles-près-Payerne - Cudrefin - Curtilles - Dompierre - Faoug - Grandcour - Henniez - Hermenches - Lovatens - Lucens - Missy - Moudon - Payerne - Prévonloup - Ropraz - Rossenges - Syens - Trey - Treytorrens - Valbroye - Villars-le-Comte - Villarzel - Vucherens - Vulliens - Vully-les-Lacs - Gros-de-Vaud - Assens - Bercher - Bettens - Bottens - Boulens - Bournens - Boussens - Bretigny-sur-Morrens - Cugy - Daillens - Echallens - Essertines-sur-Yverdon - Etagnières - Fey - Froideville - Goumoëns - Jorat-Menthue - Lussery-Villars - Mex - Montanaire - Montilliez - Morrens - Ogens - Oppens - Oulens-sous-Echallens - Pailly - Penthalaz - Penthaz - Penthéréaz - Poliez-Pittet - Rueyres - Saint-Barthélemy - Sullens - Villars-le-Terroir - Vuarrens - Vufflens-la-Ville | - Jura-Nord vaudois - Agiez - Arnex-sur-Orbe - Ballaigues - Baulmes - Bavois - Belmont-sur-Yverdon - Bioley-Magnoux - Bofflens - Bonvillars - Bretonnières - Bullet - Chamblon - Champagne - Champvent - Chavannes-le-Chêne - Chavornay - Chêne-Pâquier - Cheseaux-Noréaz - Concise - Corcelles-près-Concise - Cronay - Croy - Cuarny - Démoret - Donneloye - Ependes - Fiez - Fontaines-sur-Grandson - Giez - Grandevent - Grandson - Juriens - L'Abbaye - L'Abergement - La Praz - Le Chenit - Le Lieu - Les Clées - Lignerolle - Mathod - Mauborget - Molondin - Montagny-près-Yverdon - Montcherand - Mutrux - Novalles - Onnens - Orbe - Orges - Orzens - Pomy - Premier - Provence - Rances - Romainmôtier-Envy - Rovray - Sainte-Croix - Sergey - Suchy - Suscévaz - Tévenon - Treycovagnes - Ursins - Valeyres-sous-Montagny - Valeyres-sous-Rances - Valeyres-sous-Ursins - Vallorbe - Vaulion - Villars-Epeney - Vugelles-La Mothe - Vuiteboeuf - Yverdon-les-Bains - Yvonand - Lausanne - Cheseaux-sur-Lausanne - Epalinges - Jouxtens-Mézery - Lausanne - Le Mont-sur-Lausanne - Romanel-sur-Lausanne | - Lavaux-Oron - Belmont-sur-Lausanne - Bourg-en-Lavaux - Chexbres - Forel - Jorat-Mézières - Lutry - Maracon - Montpreveyres - Oron - Paudex - Puidoux - Pully - Rivaz - Saint-Saphorin - Savigny - Servion - Morges - Aclens - Allaman - Aubonne - Ballens - Berolle - Bière - Bougy-Villars - Bremblens - Buchillon - Chavannes-le-Veyron - Chevilly - Chigny - Clarmont - Cossonay - Cuarnens - Denens - Denges - Dizy - Echandens - Echichens - Eclépens - Etoy - Féchy - Ferreyres - Gimel - Gollion - Grancy - Hautemorges - L'Isle - La Chaux - La Sarraz - Lavigny - Lonay - Lully - Lussy-sur-Morges - Mauraz - Moiry - Mollens - Mont-la-Ville - Montricher - Morges - Orny - Pompaples - Préverenges - Romanel-sur-Morges - Saint-Livres - Saint-Oyens - Saint-Prex - Saubraz - Senarclens - Tolochenaz - Vaux-sur-Morges - Villars-sous-Yens - Vufflens-le-Château - Vullierens - Yens | - Nyon - Arnex-sur-Nyon - Arzier-Le Muids - Bassins - Begnins - Bogis-Bossey - Borex - Bursinel - Bursins - Burtigny - Chavannes-de-Bogis - Chavannes-des-Bois - Chéserex - Coinsins - Commugny - Coppet - Crans - Crassier - Duillier - Dully - Essertines-sur-Rolle - Eysins - Founex - Genolier - Gilly - Gingins - Givrins - Gland - Grens - La Rippe - Le Vaud - Longirod - Luins - Marchissy - Mies - Mont-sur-Rolle - Nyon - Perroy - Prangins - Rolle - Saint-Cergue - Saint-George - Signy-Avenex - Tannay - Tartegnin - Trélex - Vich - Vinzel - Ouest lausannois - Bussigny - Chavannes-près-Renens - Crissier - Ecublens - Prilly - Renens - Saint-Sulpice - Villars-Sainte-Croix - Riviera-Pays-d'Enhaut - Blonay – Saint-Légier - Chardonne - Château-d'Oex - Corseaux - Corsier-sur-Vevey - Jongny - La Tour-de-Peilz - Montreux - Rossinière - Rougemont - Vevey - Veytaux |

## Kanton Zug
Zug är endast indelat i kommuner.
- Baar
- Cham
- Hünenberg
- Menzingen
- Neuheim
- Oberägeri
- Risch
- Steinhausen
- Unterägeri
- Walchwil
- Zug

## Kanton Zürich
Kantonen Zürich är indelat i distrikt och kommuner.
| - Affoltern - Aeugst am Albis - Affoltern am Albis - Bonstetten - Hausen am Albis - Hedingen - Kappel am Albis - Knonau - Maschwanden - Mettmenstetten - Obfelden - Ottenbach - Rifferswil - Stallikon - Wettswil am Albis - Andelfingen - Adlikon - Andelfingen - Benken - Berg am Irchel - Buch am Irchel - Dachsen - Dorf - Feuerthalen - Flaach - Flurlingen - Henggart - Humlikon - Kleinandelfingen - Laufen-Uhwiesen - Marthalen - Ossingen - Rheinau - Stammheim - Thalheim an der Thur - Trüllikon - Truttikon - Volken - Bülach - Bachenbülach - Bassersdorf - Bülach - Dietlikon - Eglisau - Embrach - Freienstein-Teufen - Glattfelden - Hochfelden - Hüntwangen - Höri - Kloten - Lufingen - Nürensdorf - Oberembrach - Opfikon - Rafz - Rorbas - Wallisellen - Wasterkingen - Wil - Winkel | - Dielsdorf - Bachs - Boppelsen - Buchs - Dielsdorf - Dällikon - Dänikon - Hüttikon - Neerach - Niederglatt - Niederhasli - Niederweningen - Oberglatt - Oberweningen - Otelfingen - Regensberg - Regensdorf - Rümlang - Schleinikon - Schöfflisdorf - Stadel - Steinmaur - Weiach - Dietikon - Aesch - Birmensdorf - Dietikon - Geroldswil - Oberengstringen - Oetwil an der Limmat - Schlieren - Uitikon - Unterengstringen - Urdorf - Weiningen - Hinwil - Bäretswil - Bubikon - Dürnten - Fischenthal - Gossau - Grüningen - Hinwil - Rüti - Seegräben - Wald - Wetzikon - Horgen - Adliswil - Horgen - Kilchberg - Langnau am Albis - Oberrieden - Richterswil - Rüschlikon - Thalwil - Wädenswil | - Meilen - Erlenbach - Herrliberg - Hombrechtikon - Küsnacht - Meilen - Männedorf - Oetwil am See - Stäfa - Uetikon am See - Zollikon - Zumikon - Pfäffikon - Bauma - Fehraltorf - Hittnau - Illnau-Effretikon - Lindau - Pfäffikon - Russikon - Weisslingen - Wila - Wildberg - Uster - Dübendorf - Egg - Fällanden - Greifensee - Maur - Mönchaltorf - Schwerzenbach - Uster - Volketswil - Wangen-Brüttisellen - Winterthur - Altikon - Brütten - Dinhard - Dägerlen - Dättlikon - Elgg - Ellikon an der Thur - Elsau - Hagenbuch - Hettlingen - Neftenbach - Pfungen - Rickenbach - Schlatt - Seuzach - Turbenthal - Wiesendangen - Winterthur - Zell - Zürich - Zürich |